# Останься
«Останься» (англ. Stay) — американский художественный фильм в жанре психологического триллера, поставленный режиссёром Марком Форстером по сценарию Дэвида Бениоффа. В главных ролях снялись Юэн Макгрегор, Райан Гослинг и Наоми Уоттс.
Фильм вышел в прокат 21 октября 2005 года в Лос-Анджелесе и Нью-Йорке.
Фильм провалился в прокате, собрав чуть более 8 миллионов долларов при бюджете в 50 миллионов.

## Сюжет
Фильм начинается сценой на Бруклинском мосту, где представляется Генри Летам, выживший после аварии. Он сидит возле горящей машины абсолютно невредимым.
Психиатр Сэм Фостер и его девушка, бывшая пациентка, учительница рисования Лайла вводятся в следующей сцене. Сэм рассказывает о своём пациенте, Генри, студенте колледжа и начинающем художнике, которого он описывает депрессивным и подавленным; терзаемым чувством собственной вины из-за аварии в начале фильма. Генри упоминает о том, что иногда он может слышать голоса и даже предсказывать будущее. Он относится с подозрением к Сэму, потому что тот внезапно заменил прежнего врача, Бет Леви. Генри делится с Сэмом своими планами о самоубийстве, которое он собирается совершить в эту субботу в полночь, когда ему исполнится двадцать один год. Сэма это очень беспокоит, и Лайла, которая выжила после попытки суицида, предлагает помочь отговорить Генри от самоубийства.
Сэм изучает карту Генри, чтобы помочь. После неоднократных попыток дозвониться до доктора Леви, он приходит в её квартиру, где находит её невменяемой и вялой. Она издаёт непонятные фразы, такие как «Я не трогала его; я знаю, что ты не должен двигать их», а также говорит, что не стоит встречаться с бывшими пациентками.
После этого он находит мать Генри и её собаку Оливию, живущих в пустом доме, разубеждаясь в том, что Генри убил обоих своих родителей. Мать Генри принимает Сэма за своего сына и отказывается отвечать на его вопросы. Она настаивает на том, чтобы накормить Сэма, но когда она открывает холодильник, он оказывается совсем пустым. Из её головы начинает течь кровь, Сэм пытается помочь, но Оливия набрасывается на него.
Пока ему обрабатывают повреждённую руку в клинике, он обсуждает свой визит с офицером полиции. Сэм рассказывает о случившемся, но полицейский говорит, что несколько месяцев назад присутствовал на похоронах женщины, жившей в том доме.
Позже, Сэм встречается с официанткой Афиной, в которую Генри был влюблён. Она начинающая актриса, поэтому Сэм встречает её репетирующей роль Гамлета. Она соглашается отвести его к Генри, но после долгого спуска по винтовой лестнице он теряет её. Когда он возвращается обратно, то видит её читающей тот же отрывок, что и в первый раз.
Поиски продолжаются до 23:33 в субботу, меньше чем за полчаса до самоубийства Генри. В книжном магазине, который Генри часто посещал, Сэм находит его картины, которые он обменял на книги о своём любимом художнике. Он узнаёт, что этот художник убил себя на Бруклинском мосту в свой двадцать первый день рождения. Сэм понимает, что Генри планирует совершить самоубийство на Бруклинском мосту в подражание кумиру. Он находит его на мосту, но, не в состоянии отговорить, отворачивается, когда тот направляет ствол себе в рот и спускает курок.
Авария из первой сцены повторяется. Травма Генри несовместима с жизнью, но в последний момент его одолевает чувство вины. Все появлявшиеся ранее герои представляются случайными свидетелями аварии. Короткие замечания, которые они произносят, схожи с произносимыми ими в течение фильма. Сэм и Лайла пытаются спасти Генри, и тот видит вместо Лайлы Афину. Он делает ей предложение, и Лайла принимает его из жалости, затем Генри умирает. Весь фильм вплоть до смерти Генри существовал только в его сознании — в его последние минуты. В финале Сэм чувствует вспышку в своём сознании о его отношениях с Лайлой, которые придумал Генри, и приглашает её на чашку кофе.

## В ролях
| Актёр            | Роль                       |
| ---------------- | -------------------------- |
| Юэн Макгрегор    | доктор Сэм Фостер          |
| Райан Гослинг    | Генри Летам                |
| Наоми Уоттс      | Лайла Кулпеппер            |
| Боб Хоскинс      | доктор Леон Паттерсон      |
| Джанин Гарофало  | доктор Бет Леви            |
| Элизабет Ризер   | Афина                      |
| Б. Д. Вонг       | доктор Брэдли Рен          |
| Кейт Бёртон      | Морин Летам                |
| Марк Марголис    | владелец книжного магазина |
| Эми Седарис      | Тони                       |
| Исаак де Банколе | доктор                     |
| Майкл Гэстон     | шериф Кеннелли             |
| Ной Бин          | клерк/гид студентов        |
| Джон Торми       | попечитель                 |

## Отзывы
Фильм получил смешанные отзывы кинокритиков. На Rotten Tomatoes положительными оказались 26 % рецензий.
На Metacritic средний рейтинг фильма составил 41 балл из 100 на основе 29 рецензий.
Роджер Эберт оценил фильм в 3,5 звезды из 4, обратив особое внимание на визуальный стиль, использованный режиссёром.